# マヌエル・メディナ
マヌエル・メディナ（Juan Manuel Rubio Medina、1971年3月30日 - ）は、メキシコのプロボクサー。ナヤリット州テクアーラ出身。元IBF・WBO・WBC世界フェザー級王者。フェザー級世界3団体制覇王者。

## 来歴
1985年10月9日、プロデビュー戦を行い4回判定勝ちで白星でデビューを飾った。
1989年12月11日、WBAインターコンチネンタルスーパーフェザー級王者エドガル・カストロと対戦し7回2分43秒失格勝ちで王座獲得に成功した。
1990年2月16日、ラファエル・オルテガと対戦し8回2分25秒TKO勝ちで初防衛に成功した。
1990年3月26日、ベン・ロペスと対戦し8回TKO勝ちで2度目の防衛に成功した。
1990年5月21日、IBC世界スーパーフェザー級王座決定戦をタイロン・ジャクソンと対戦し12回3-0の僅差判定勝ちで王座獲得に成功した。
1991年8月12日、世界初挑戦。IBF世界フェザー級王者トロイ・ドーシーと対戦し2回にダウンを奪われたが、その後は巻き返してペースを握り返して12回3-0の僅差判定勝ちで王座獲得に成功した。
1991年11月18日、後の好敵手となるトム・ジョンソンと対戦し9回1分35秒3-0の負傷判定勝ちで初防衛に成功した。
1992年3月14日、中立地フランスで元IBF世界スーパーバンタム級王者ファブリス・ベニシュと対戦し12回2-1の僅差判定勝ちで2度目の防衛に成功した。
1992年7月22日、イタリアシチリア州パラッゾ・デッロ・スポートで19戦全勝のファブリシオ・カッパイと対戦し10回終了時棄権で3度目の防衛に成功した。
1992年10月23日、ムーサ・サンガーレと対戦し12回2-0の僅差判定勝ちで4度目の防衛に成功した。
1993年2月26日、トム・ジョンソンと2度目の対戦を行ったが12回1-2の判定負けで5度目の防衛に失敗し王座から陥落した。
1993年6月26日、ニュージャージー州アトランティックシティのコンベンションセンターでIBF世界スーパーフェザー級王者ジョン・ジョン・モリーナと対戦し12回0-3の判定負けで2階級制覇に失敗した。
1994年9月26日、NABF北米フェザー級王者ホセ・ルイス・マルチネスと対戦し12回3-0の判定勝ちで王座獲得に成功した。
1995年1月28日、アトランティックシティのバリーズ・パーク・パレス・ホテル・カジノでトム・ジョンソンと3度目の対戦を行い、12回0-3の判定負けで王座返り咲きに失敗し、ジョンソンとの激闘に終止符を打たれた。
1995年4月15日、FACARBOXフェザー級王者ファン・ポロ・ペレスと対戦し12回3-0の判定勝ちで王座獲得に成功した。
1995年9月23日、サクラメントのコンベンションセンターでWBC世界フェザー級王者アレハンドロ・ゴンザレスと対戦し12回2-1の判定勝ちでIBFに続く世界王座獲得と2団体制覇を達成した。
1995年12月11日、日本のリングに初登場。後楽園ホールでルイシト・小泉と対戦し12回0-3の判定負けで初防衛に失敗し王座から陥落した。
1996年8月31日、アイルランドダブリンのザ・ポイントで22戦全勝のWBO世界フェザー級王者ナジーム・ハメドと対戦し11回終了時棄権で王座獲得に失敗した。
1997年5月17日、フィリピンマニラルネータ・パークでルイシト・エスピノサとリマッチを行い8回1分22秒0-3の負傷判定負けで1年振りの王座返り咲きに失敗した。
1997年8月7日、NABU(北米ボクシング連合)北米スーパーフェザー級王者で後のWBA世界フェザー級王者デリック・ゲイナーと対戦し9回1分20秒KO負けで王座獲得に失敗した。
1997年10月18日、WBAフェデセントロフェザー級王者ホセ・アヤラと対戦し8回TKO勝ちで王座獲得に成功した。
1998年4月24日、サンノゼのサンノゼ・アリーナでIBF世界フェザー級王者ヘクター・リサラガと対戦し12回3-0の判定勝ちでの判定勝ちで5年振りの王座返り咲きに成功した。
1999年4月16日、ネバダ州ラスベガスのオーリンズでビクター・ポロと対戦し9回終了時3-0の負傷判定勝ちで王座返り咲き後初防衛に成功した。
1999年11月13日、ヨークシャーのK.C.スポーツ・アリーナでポール・イングルと対戦し2回に2度ダウンを奪われストップ寸前まで追い詰められると、10回にダウンを追加される。最終12回にダウンを奪うも反撃は及ばず12回0-3の判定負けで2度目の防衛に失敗し王座から陥落した。
2001年11月16日、オーリンズでIBF世界フェザー級王者フランキー・トレドと前回判定で勝利した2000年5月19日のノンタイトル戦以来、1年6か月振りに対戦し5回5秒TKO勝ちで2年振りの返り咲きとなる3度目の王座獲得に成功した。
2002年4月27日、ニューヨークマディソン・スクエア・ガーデンでジョニー・タピアと対戦し12回0-2の僅差判定負けで2度目の防衛に失敗し王座から陥落した。
2003年2月1日、マンダレイ・ベイ・イベント・センターで世界初挑戦だったファン・マヌエル・マルケスとジョニー・タピアの王座剥奪で空位になったIBF世界フェザー級王座決定戦を行い、4度目の戴冠を狙っていたが7回1分18秒TKO負けで4度目の王座返り咲きに失敗した。
2003年7月12日、スコットランドグラスゴーのブレーヘッド・アリーナでWBO世界フェザー級王者スコット・ハリソンと対戦し12回2-1の判定勝ちでフェザー級世界王座3団体制覇を達成した。
2003年11月29日、スコット・ハリソンとダイレクトリマッチを行い11回31秒TKO負けで初防衛に失敗し王座から陥落した。
2004年7月23日、NABA北米スーパーフェザー級王者レオナルド・レセンディスと対戦し3回負傷TKO勝ちで王座獲得に成功した。
2006年3月24日、ジャビエル・オズバルト・アルバレスとIBF世界スーパーフェザー級王者マルコ・アントニオ・バレラへの挑戦権を賭けて対戦し12回3-0の判定勝ちでバレラへの指名挑戦権獲得に成功した。
2006年5月31日、ワシントン州エアウェイハイツのノーザン・クエスト・カジノでIBO世界スーパーフェザー級王者カシウス・バロイとIBF世界スーパーフェザー級王座決定戦を行うも、11回に3度ダウンを奪われレフェリーの3ダウンルール適用のストップがかかり試合終了。11回2分19秒TKO負けで2階級制覇に失敗した。
2006年11月11日、マディソン・スクエア・ガーデンでマルコム・クラッセンへの指名挑戦権を賭けてケビン・ケリーと対戦し12回2-0の僅差判定勝ちでクラッセンへの指名挑戦権獲得に成功した。
2007年7月5日、カシウス・バロイとムゾンケ・ファナへの指名挑戦権を賭けて対戦し4回偶然のバッティングでバロイが額を切ったため右目の下を切ったため試合が続行できず負傷ドローでファナへの指名挑戦権獲得に失敗した。
2008年8月29日、王座に返り咲いたカシウス・バロイへの挑戦権を賭けてマルコム・クラッセンと対戦し2回1分49秒TKO負けでバロイへの挑戦権獲得に失敗した試合を最後に現役を引退した。

## 獲得タイトル
- WBAインターコンチネンタルスーパーフェザー級王座
- IBC世界スーパーフェザー級王座
- IBF世界フェザー級王座（1期目は防衛4度、2期目は防衛1度、3期目は防衛0度）
- NABF北米フェザー級王座
- FACARBOXフェザー級王座
- WBC世界フェザー級王座（防衛0度）
- WBAフェデセントロフェザー級王座
- WBO世界フェザー級王座（防衛0度）
- NABA北米スーパーフェザー級王座